# David Rohl
David Michael Rohl (Manchester, 12 settembre 1950) è un egittologo inglese ed ex direttore dell'ISIS (Institute for the Study of Interdisciplinary Sciences).

## Biografia
Dal 1980 ha proposto alcune teorie non convenzionali, rivedendo la cronologia dell'antico Egitto e di Israele, dando vita ad una nuova cronologia alternativa.
Attualmente vive a Marina Alta, Spagna.